# Copa dos Campeões 2001
Die Copa dos Campeões 2001 war die zweite Austragung der Copa dos Campeões, eines Fußballpokalwettbewerbs in Brasilien, der vom nationalen Fußballverband CBF organisiert wurde. Mit dem Gewinn des Pokals war die Qualifikation für das Achtelfinale der Copa Libertadores 2002 verbunden.
Das Turnier wurde mit einer Vorrunde und ab dem folgenden Viertelfinale im KO-Modus mit Hin- und Rückspiel ausgetragen. Die Austragung fand vom erst vom 5. Juni bis 11. Juli 2001 statt.

## Teilnehmer
Die neun Teilnehmer ergaben sich aus zuvor ausgespielten regionalen Turnieren.

### Teilnehmer
| Bundesstaat    | Klub                 | Qualifizierung                                     |
| -------------- | -------------------- | -------------------------------------------------- |
| Amazonas       | São Raimundo EC (AM) | Copa Norte 2001 Sieger                             |
| Bahia          | EC Bahia             | Copa do Nordeste 2001 Sieger                       |
| Minas Gerais   | Cruzeiro EC          | Copa Sul-Minas 2001 Sieger                         |
| Goiás          | Goiás EC             | Copa Centro-Oeste 2001 Sieger                      |
| Paraná         | Coritiba FC          | Copa Sul-Minas 2001 Zweiter                        |
| Pernambuco     | Sport Recife         | Copa do Nordeste 2001 Zweiter                      |
| Rio de Janeiro | CR Flamengo          | Staatsmeisterschaft von Rio de Janeiro 2001 Sieger |
| São Paulo      | SC Corinthians       | Staatsmeisterschaft von São Paulo 2001 Sieger      |
| São Paulo      | FC São Paulo         | Torneio Rio-São Paulo 2001 Sieger                  |

### Vorrunde
In der Vorrunde spielten drei Klubs den Teilnehmer an der Hauptrunde aus.
| Pl. | Verein               | Sp. | S | U | N | Tore    | Diff. | Punkte |
| --- | -------------------- | --- | - | - | - | ------- | ----- | ------ |
| 1.  | São Raimundo EC (RR) | 4   | 2 | 1 | 1 | 002:100 | +1    | 07     |
| 2.  | Sport Recife         | 2   | 0 | 2 | 0 | 003:300 | ±0    | 02     |
| 3.  | Goiás EC             | 2   | 0 | 1 | 1 | 004:500 | −1    | 01     |

| Datum |                      | Ergebnis |                      | Austragungsort |
| ----- | -------------------- | -------- | -------------------- | -------------- |
| 5.6.  | Sport Recife         | 0:0      | São Raimundo EC (RR) | Ilha do Retiro |
| 8.6.  | Goiás EC             | 3:3      | Sport Recife         | Serra Dourada  |
| 15.6. | São Raimundo EC (RR) | 2:1      | Goiás EC             | Vivaldão       |

### Turnierplan
|  | Viertelfinale                          | Viertelfinale                | Viertelfinale | Viertelfinale | Viertelfinale |                              |                         | Halbfinale | Halbfinale | Halbfinale | Halbfinale | Halbfinale |  |  | Finale | Finale | Finale | Finale | Finale |
|  |                                        |                              |               |               |               |                              |                         |            |            |            |            |            |  |  |        |        |        |        |        |
|  | São Paulo (Bundesstaat)                | Corinthians                  | 0             | 0             | 0             |                              |                         |            |            |            |            |            |  |  |        |        |        |        |        |
|  | Paraná                                 | Coritiba                     | 1             | 2             | 3             |                              |                         |            |            |            |            |            |  |  |        |        |        |        |        |
|  | Paraná                                 | Coritiba                     | 1             | 2             | 3             | Paraná                       | Coritiba                | 0          | 1          | 1          |            |            |  |  |        |        |        |        |        |
|  |                                        |                              |               |               |               | Paraná                       | Coritiba                | 0          | 1          | 1          |            |            |  |  |        |        |        |        |        |
|  |                                        | São Paulo (Bundesstaat)      | São Paulo     | 2             | 4             | 6                            |                         |            |            |            |            |            |  |  |        |        |        |        |        |
|  | São Paulo (Bundesstaat)                | São Paulo (Bundesstaat)      | São Paulo     | 2             | 4             | 6                            | São Paulo               | 4          | 5          | 9          |            |            |  |  |        |        |        |        |        |
|  | São Paulo (Bundesstaat)                |                              |               |               |               |                              | São Paulo               | 4          | 5          | 9          |            |            |  |  |        |        |        |        |        |
|  | Pernambuco                             | Sport                        | 2             | 0             | 2             |                              |                         |            |            |            |            |            |  |  |        |        |        |        |        |
|  |                                        |                              |               |               |               |                              | São Paulo (Bundesstaat) | São Paulo  | 3          | 3          | 6          |            |  |  |        |        |        |        |        |
|  |                                        | Rio de Janeiro (Bundesstaat) | Flamengo      | 5             | 2             | 7                            |                         |            |            |            |            |            |  |  |        |        |        |        |        |
|  | Rio de Janeiro (Bundesstaat)           | Flamengo                     | 4             | 2             | 6             |                              |                         |            |            |            |            |            |  |  |        |        |        |        |        |
|  | Bahia                                  | Bahia                        | 2             | 0             | 2             |                              |                         |            |            |            |            |            |  |  |        |        |        |        |        |
|  | Bahia                                  | Bahia                        | 2             | 0             | 2             | Rio de Janeiro (Bundesstaat) | Flamengo                | 0          | 3          | 3          |            |            |  |  |        |        |        |        |        |
|  |                                        |                              |               |               |               | Rio de Janeiro (Bundesstaat) | Flamengo                | 0          | 3          | 3          |            |            |  |  |        |        |        |        |        |
|  |                                        | Minas Gerais                 | Cruzeiro      | 0             | 0             | 0                            |                         |            |            |            |            |            |  |  |        |        |        |        |        |
|  | Minas Gerais                           | Minas Gerais                 | Cruzeiro      | 0             | 0             | 0                            | Cruzeiro                | 1          | 5          | 6          |            |            |  |  |        |        |        |        |        |
|  | Minas Gerais                           |                              |               |               |               |                              | Cruzeiro                | 1          | 5          | 6          |            |            |  |  |        |        |        |        |        |
|  | Amazonas (brasilianischer Bundesstaat) | São Raimundo                 | 0             | 1             | 1             |                              |                         |            |            |            |            |            |  |  |        |        |        |        |        |

## Finalrunde

### Viertelfinale
| Datum       |                | Gesamt |                      | Hinspiel  | Rückspiel |
| ----------- | -------------- | ------ | -------------------- | --------- | --------- |
| 23.6./27.6. | CR Flamengo    | 6:2    | EC Bahia             | 4:2 (3:1) | 2:0 (2:0) |
| 23.6./27.6. | SC Corinthians | 0:3    | Coritiba FC          | 0:1 (0:1) | 0:2 (0:1) |
| 23.6./27.6. | FC São Paulo   | 9:2    | Sport Recife         | 4:2 (1:1) | 5:0 (1:0) |
| 23.6./27.6. | Cruzeiro EC    | 6:1    | São Raimundo EC (RR) | 1:0 (0:0) | 5:1 (4:1) |

### Halbfinale
| Datum      |             | Gesamt |              | Hinspiel  | Rückspiel |
| ---------- | ----------- | ------ | ------------ | --------- | --------- |
| 30.6./4.7. | Coritiba FC | 1:6    | FC São Paulo | 0:2 (0:0) | 1:4 (1:0) |
| 30.6./4.7. | CR Flamengo | 3:0    | Cruzeiro EC  | 0:0       | 3:0 (1:0) |

### Finalspiele

#### Hinspiel
| FC São Paulo                            | FC São Paulo | CR Flamengo | CR Flamengo |
| --------------------------------------- | --- | --- | ----------- |
| FC São Paulo                            | \| 25. Juli 2001 in João Pessoa (Almeidão) \| \| Ergebnis: 3:5 (1:3) \| \| Zuschauer: 38.000 \| \| Schiedsrichter: Luciano Almeida ( Acre) \|                                                                                            | \| 25. Juli 2001 in João Pessoa (Almeidão) \| \| Ergebnis: 3:5 (1:3) \| \| Zuschauer: 38.000 \| \| Schiedsrichter: Luciano Almeida ( Acre) \|                                              | CR Flamengo |
| FC São Paulo                            | Rogério Ceni – Juliano Belletti, Rogério Pinheiro, Jean Narde, Gustavo Nery – Alexandre Rotweiller , Douglas, Fábio Simplício, Souza – Luís Fabiano, França Reserve Carlos Miguel , Kaká , Júlio Baptista Cheftrainer: Nelsinho Baptista | Júlio César – Alessandro, Juan, Carlos Gamarra , Cássio – Leandro Ávila, Rocha, Beto, Dejan Petković – Reinaldo , Edílson Reserve Mauro Fonseca , Fábio Augusto Cheftrainer: Mário Zagallo | CR Flamengo |
| FC São Paulo                            | 1:1 16′ Luís Fabiano 2:4 59′ Rogério Pinheiro 3:4 71′ Luís Fabiano | 0:1 14′ Edilson 1:2 25′ Reinaldo 1:3 36′ Beto 1:4 57′ Edilson 3:5 79′ (Eigentor) Rogério Pinheiro                                                                                          | CR Flamengo |
| FC São Paulo                            | Rogério Pinheiro, Douglas | Leandro Ávila, Petković | CR Flamengo |
| 25. Juli 2001 in João Pessoa (Almeidão) | | |             |
| Ergebnis: 3:5 (1:3)                     | | |             |
| Zuschauer: 38.000                       | | |             |
| Schiedsrichter: Luciano Almeida ( Acre) | | |             |

#### Rückspiel
| CR Flamengo                                               | CR Flamengo | FC São Paulo | FC São Paulo |
| --------------------------------------------------------- | --- | --- | ------------ |
| CR Flamengo                                               | \| 11. Juli 2001 in Maceió (Estádio Rei Pelé) \| \| Ergebnis: 2:3 (1:0) \| \| Zuschauer: 26.708 \| \| Schiedsrichter: Márcio Rezende de Freitas ( Minas Gerais) \|                     | \| 11. Juli 2001 in Maceió (Estádio Rei Pelé) \| \| Ergebnis: 2:3 (1:0) \| \| Zuschauer: 26.708 \| \| Schiedsrichter: Márcio Rezende de Freitas ( Minas Gerais) \|                                                                | FC São Paulo |
| CR Flamengo                                               | Júlio César – Alessandro, Juan, Carlos Gamarra , Cássio – Leandro Ávila , Rocha, Beto, Dejan Petković – Reinaldo , Edílson Reserve Jorginho , Fábio Augusto Cheftrainer: Mário Zagallo | Rogério Ceni – Juliano Belletti, Rogério Pinheiro, Jean Narde, Gustavo Nery – Alexandre Rotweiller, Carlos Miguel , Fábio Simplício , Kaká – Luís Fabiano, França Reserve Fabiano , Júlio Baptista Cheftrainer: Nelsinho Baptista | FC São Paulo |
| CR Flamengo                                               | 1:1 47′ Juan 2:1 58′ Petković | 0:1 39′ Kaká 2:2 65′ (Strafstoß) França 2:3 88′ França | FC São Paulo |
| CR Flamengo                                               | Reinaldo, Edílson | Ceni, Rogério Pinheiro, Narde, Alexandre Rotweiller, Carlos Miguel | FC São Paulo |
| CR Flamengo                                               | Luís Fabiano (59.), Fabiano (89.) | | FC São Paulo |
| 11. Juli 2001 in Maceió (Estádio Rei Pelé)                | | |              |
| Ergebnis: 2:3 (1:0)                                       | | |              |
| Zuschauer: 26.708                                         | | |              |
| Schiedsrichter: Márcio Rezende de Freitas ( Minas Gerais) | | |              |

## Torschützenliste
| Pl. | Nat.         | Spieler      | Klub         | Tore |
| --- | ------------ | ------------ | ------------ | ---- |
| 1   | Brasilianer  | Luís Fabiano | FC São Paulo | 7    |
| 2   | Brasilianer  | França       | FC São Paulo | 5    |
|     | Brasilianer  | Reinaldo     | CR Flamengo  | 5    |
| 4   | Brasi1lianer | Edílson      | CR Flamengo  | 4    |